# Dolichopus genicupallidus
Dolichopus genicupallidus är en tvåvingeart som beskrevs av Becker 1889. Dolichopus genicupallidus ingår i släktet Dolichopus och familjen styltflugor. Inga underarter finns listade i Catalogue of Life.